# Maschinen des Todes – Erfindungen für den Henker
In der Dokumentationsserie Maschinen des Todes – Erfindungen für den Henker geht es um die geschichtliche Entwicklung der Hinrichtung und der Folter in Europa, Nordamerika und China vom Altertum bis zur Gegenwart. Es werden anhand von Animationen, Experimenten mit Tierkörpern, Dummys, menschlichen Versuchskandidaten und Gerätenachbauten die Arbeitsweisen von Hinrichtungsgeräten wie dem Fallbeil, Galgen und Folterwerkzeugen z. B. Daumenschrauben, Streckbank und anderen gezeigt. Gerichtsmediziner, Handwerker erläutern und demonstrieren die medizinischen und physikalischen Besonderheiten der jeweiligen Hinrichtungsart und deren Auswirkungen auf den menschlichen Körper. Historiker erklären die geschichtlichen und gesellschaftlichen Hintergründe der Folter- und Hinrichtungsmethoden.
| Titel              | Originaltitel        | dt. Premiere  |
| ------------------ | -------------------- | ------------- |
| Die Antike         | Ancient Machines     | 8. Aug. 2009  |
| Das Mittelalter    | Going Medieval       | 15. Aug. 2009 |
| Die Neuzeit        | Modern Devices       | 29. Aug. 2009 |
| Der Schrecken Roms | Roman Machines       | 5. Sep. 2009  |
| Hexenjagd          | Witches and Heretics | 16. Apr. 2010 |
| –                  | The Inquisition      |               |